# Англо-французская война (1109—1113)
Англо-французская война 1109—1113 — первая война между Людовиком VI Толстым и Генрихом I Боклерком.

## Причины войны
В 1106 Людовик VI, бывший наследным принцем, не оказал помощи Роберту Куртгёзу в войне с Генрихом I, и не попытался воспрепятствовать объединению Англии и Нормандии, ставшему результатом битвы при Таншбре. Филипп I предупреждал сына об опасных для Франции последствиях такого объединения.
Овладев Нормандией, Генрих начал приводить к покорности баронов, которые привыкли к безвластию времен Роберта. В 1108 он отобрал у Тибо Пайена Жизорского замок Жизор, который тот получил от Роберта в 1101. Замок был построен во время второй вексенской войны на самой франко-нормандской границе и был постоянным источником угрозы для французов. Людовик потребовал у Генриха или передать замок ему, или срыть его, а также принести оммаж за Нормандию. Получив отказ, в конце февраля или начале марта 1109 он назначил английскому королю встречу у Жизора.

## Начало войны
Обе стороны начали военные приготовления. Людовик поднял феодальное ополчение; к нему присоединились со своими войсками Роберт II Фландрский, Тибо IV де Блуа, Гильом II Неверский, Гуго II Бургундский и несколько архиепископов и епископов. Перед началом переговоров французы опустошили земли Роберта де Бомона, графа Мёлана, союзника английского короля.
В марте — апреле две армии сошлись у Планш-де-Нефля и встали друг против друга на берегах реки Эпт. Послы Людовика потребовали от Генриха принесения оммажа и признания нейтралитета Жизора и Бре, предлагая в случае отказа решить спор поединком. Генрих отверг оба предложения; второе посольство, возглавленное графом Робертом, также ничего не достигло, и армии были готовы вступить в бой. Исполнить это намерение помешало отсутствие брода, а единственный мост через реку был слишком шатким, чтобы на нем сражаться. Вечером нормандцы отступили к Жизору, а французы к Шомону. Утром французы переправились через реку и нанесли противнику поражение под Жизором.

## Военные действия
Война, в основном свелась к набегам, в чем Людовик весьма преуспел, так как союз с Фландрией и Анжу позволял атаковать Нормандию почти по всему протяжению границы. Генриху пришлось потратить немало сил и средств на организацию обороны.
В 1110 Людовик осадил и взял штурмом Мёлан, столицу Роберта де Бомона, и снова опустошил его земли. В том же, или начале следующего года, по сообщению хрониста Филиппа Муске, Бомон нанес ответный удар, и пользуясь отсутствием короля, ворвался в Париж, разграбил дворец и пытался поджечь город, но был изгнан жителями. Это сообщение не подтверждается другими источниками, но Ашиль Люшер считает набег Бомона вполне вероятным, и полагает, что он мог произойти в середине марта 1111, когда Людовик проводил ассамблею в Мелёне. Узнав о нападении, король помчался в Париж, но не успел застать противника, так как мосты были разрушены, а при переправе через реку его самого едва не схватили враги.
В том же году король Англии приобрел нового союзника: Тибо IV де Блуа порвал с профранцузской политикой своей матери Алисы Английской, и вернулся к традиционной вражде дома Блуа-Шампань с Капетингами, начав с Людовиком войну, продлившуюся 24 года. В августе 1111 Генрих I прибыл в Нормандию и открыл военные действия против союзника короля Франции Фулька V Анжуйского.
Весной — летом 1112 английский король продолжал войну с анжуйцами, а Людовик столкнулся с целой коалицией, собранной против него Тибо Блуасским. В состав этого альянса вошли все заклятые враги короля из числа баронов Иль-де-Франса, в том числе Гуго де Пюизе, который восстановил свой разрушенный замок. Выступив против Гуго, король был разбит в сражении у Тури объединенным войском Тибо и Рауля де Божанси, которое включало в себя отряды Милона де Бре, Гуго де Креси, Ги де Рошфора и нормандскую армию.
Во второй половине года Людовик продолжал войну с Генрихом в союзе с несколькими нормандскими баронами, среди которых были Амори III де Монфор, Гильом Криспен и Роберт де Беллем. 4 ноября Генрих приказал схватить де Беллема, прибывшего к нему в качестве посла Людовика, заточил его в Шербуре, а в следующем году отправил в Англию.

## Мир
В конце февраля 1113 главный союзник Людовика Фульк Анжуйский заключил мир с королём Англии, принес ему оммаж за Мэн и согласился дать свою дочь в жены его сыну и наследнику. Союз Генриха с анжуйцами ставил короля Франции в тяжелое положение, к тому же многие сеньоры и прелаты убеждали противников закончить войну. В конце марта на встрече королей в Ормето-Ферре, близ Жизора, был заключен мир. Людовик признавал Генриха сеньором Беллема, графства Мэн и Бретани. Французские бароны, выступившие против Людовика, ничего по этому договору не получили.

## Итоги
Людовик значительно уступал Генриху в силах, но традиционная враждебность фламандцев и анжуйцев к Нормандии давала ему возможность выдерживать неравную борьбу при помощи союзников. Ведение войны осложнялось для короля Франции конфликтами с баронами его собственного домена и могущественным графом Блуа, а для короля Англии — мятежами нормандских баронов, которых ему так и не удалось усмирить. Жизорский мир 1113 года не решил главную проблему, так как Генрих отказывался принести оммаж за Нормандию. Новая война была неизбежна, и началась уже в 1116.